# USLTA Miami Beach
Lo USLTA Miami Beach è stato un torneo professionistico di tennis giocato su campi in terra rossa. Si giocava annualmente a Miami negli USA.

## Albo d'oro

### Singolare
| Anno | Campionessa | Finalista        | Punteggio     |
| ---- | ----------- | ---------------- | ------------- |
| 1973 | Chris Evert | Evonne Goolagong | 3–6, 6–3, 6–2 |

### Doppio
Torneo di doppio non disputato